# Kreis Bex
| Kreis Bex           | Kreis Bex           |
| Basisdaten          | Basisdaten          |
| ------------------- | ------------------- |
| Staat:              | Schweiz             |
| Kanton:             | Waadt (VD)          |
| Bezirk:             | Aigle               |
| Hauptort:           | Bex                 |
| Fläche:             | 125,98 km²          |
| Einwohner:          | 11'097 (31.12.2023) |
| Bevölkerungsdichte: | 88 Einw. pro km²    |
| Aufgehoben am:      | 31. Dezember 2006   |
| Karte               |                     |
| Karte von Kreis Bex |                     |

Der Kreis Bex (französisch Cercle de Bex) war bis zum 31. August 2006 eine Verwaltungseinheit des Bezirks Aigle im Kanton Waadt in der Schweiz. Sitz des Kreisamtes war Bex.
Der Kreis umfasste drei Gemeinden und war 125,98 km² gross. Die Gemeinden des ehemaligen Kreises zählten Ende 2023 11'097 Einwohner.
| Wappen        | Name der Gemeinde | Einwohner (31. Dezember 2023) | Fläche in km² | Einw. pro km² |
| ------------- | ----------------- | ----------------------------- | ------------- | ------------- |
| Bex           | Bex               | 8'567                         | 96,56         | 89            |
| Gryon         | Gryon             | 1'508                         | 15,22         | 99            |
| Lavey-Morcles | Lavey-Morcles     | 1'022                         | 14,20         | 72            |
| Total (3)     | Total (3)         | 11'097                        | 125,98        | 88            |